# Nastawienie percepcyjne
Nastawienie percepcyjne (ang. perceptual set) - to wstępne przygotowanie umysłu do odbioru w procesie spostrzegania określonej informacji.

Figura dwuznaczna: W. E. Hill, Moja żona i moja teściowa, 1915

Przykładem ilustrującym nastawienie percepcyjne jest pokazywanie obrazków dwuznacznych z informacją co powinien zobaczyć obserwator, w zależności od tego co zasugerujemy, najprawdopodobniej to właśnie zobaczy obserwator (np. obrazek po prawej).
Siła tego zjawiska może być tak duża, że spostrzeżenie będzie nieadekwatne do rzeczywistości, w mniej skrajnych przypadkach możliwe jest wydłużenie czasu spostrzegania obiektów nieoczekiwanych (niezgodnych z treścią nastawienia) i skrócenie czasu spostrzegania obiektów oczekiwanych.